# Monostori Imre
Monostori Imre (Tamási, 1945. június 1. – 2021. október 6.) József Attila-díjas magyar irodalomtörténész, kritikus, pedagógus, könyvtáros. Az irodalomtudományok kandidátusa (1989).

## Életpályája
Szülei: Monostori Géza és Buday Katalin voltak. 1963–1968 között a József Attila Tudományegyetem magyar-történelem szakos hallgatója volt. 
1968–1969 között Szegeden népművelőként dolgozott. 1969–1975 között Tatabányán oktatott. 1975–1980 között a Komárom Megyei Könyvtár könyvtárosaként tevékenykedett. 1977–1980 között az ELTE BTK könyvtár szakán tanult. 1980–1982 között a Kulturális Minisztérium ösztöndíjasa. 1982–1985 között az Új Forrás főszerkesztő-helyettese, 1985–2009 között főszerkesztője. 1987-ben a Németh László Társaság alapító tagja, 1997-től elnöke. 
1990–2010 között a Komárom-Esztergom Megyei József Attila Könyvtár igazgatója. 1993–1998 között a Magyar Írószövetség választmányi tagja . 1993–1997 között a Nemzeti Kulturális Alap irodalmi és könyv szakkollégiumának tagja. 1999-től a Magyar Könyv Alapítvány kuratóriumának tagja.
Irodalomtörténeti, művelődéstörténeti ill. historiográfiai munkássága általában is igen gazdag és jelentős. Két alkotót érintően, Németh László író, gondolkodó (1985, 1994, 2005, 2016) és Szekfű Gyula történész (2017) vonatkozásában pedig alapvető és megkerülhetetlen tanulmányokat és nagymonográfiákat írt (részleteiben lásd alább, az irodalomjegyzékben).

## Magánélete
1969-ben házasságot kötött Tóth Eszterrel. Két gyermekük született: Imre (1969, elhunyt) és Ágnes (1973).

## Művei
- Regénybefogadási vizsgálat szakmunkástanulók körében; OSZK Könyvtártudományi és Módszertani Központ–József Attila Megyei Könyvtár, Bp.–Tatabánya, 1979
- A villáskulcshoz nem kell érettségi? Tanulmányok a szakmunkás-utánpótlás műveltségének és művelődésének köréből (tanulmányok, 1984)
- Németh László Sátorkőpusztán (tanulmány, 1985)
- Németh László Tanú-korszakának korabeli fogadtatása (korszakmonográfia, 1989)
- Minőség, magyarság, értelmiség (Tizenkét fejezet Németh Lászlóról, 1994)
- Próbafúrások (tanulmányok, dokumentumok, kritikák, 1997)
- „Borul a föld”. Kónya Lajos szerepei és költészete az ötvenes évtizedben (részmonográfia, 1998)
- Rég múlt? Utak és útkeresések; Kortárs, Bp., 1998
- Az Új Forrás vonzásában. Dokumentummemoár, 1969–1998; JAMK, Tatabánya, 1999 (Új Forrás könyvek)
- Mesterek, kortársak. Tanulmányok, kritikák, emlékezések (2000)
- "Én sosem kívántam más emlékművet...". Vonulatok a Németh László recepció történetéből; vál., szerk., tan. Monostori Imre; Argumentum, Bp., 2003
- Helykeresések (3 esettanulmány, 2004)
- Németh László esszéírásának gondolati alaprétegei (monográfia, 2005)
- Az idők szellemei. Újabb tanulmányok és kritikák; Felsőmagyarország, Miskolc, 2007 (Vízjel sorozat)
- Könyvtárosként és egyébként (munkarajzok, 2010)
- Közelítések. Tanulmányok és kritikák, 2008–2014; Kortárs, Bp., 2015 (Kortárs tanulmány)
- Válogatott tanulmányok Németh Lászlóról; Nap, Bp., 2016 (Magyar esszék)
- Szekfű Gyula a változó időkben. Életmű, fogadtatás, utókor. 1913–2016; Pro Pannonia, Pécs, 2017 (Pannónia könyvek)
- Levélhozta és más történetek; Kortárs–Új Forrás, Bp.–Tata, 2019 (Kortárs levelezés; Új Forrás könyvek)
- Kéve és kereszt. Kritikai rajzok; Nap, Bp., 2020 (Magyar esszék)

## Díjai, kitüntetései
- Soros-ösztöndíj (1986)
- Eötvös József-ösztöndíj (1987)
- Németh László-emlékplakett (1996)
- Komárom-Esztergom Megyéért életműdíj (1996)
- Arany János-jutalom (1998)
- Bertha Bulcsu-díj (2000)
- József Attila-díj (2001)
- Kortárs-díj (2003)
- az Év Könyve-díj (2005)
- Toldy Ferenc-díj (2005)
- Szinnyei József-díj (2009)
- Füzéki István-emlékérem (2011)
- A Magyar Érdemrend lovagkeresztje (2020)